# Stefan Bagge
Per Stefan Bagge, född 20 november 1956 i S:t Görans församling i Stockholm, är en svensk låtskrivare och producent, som skrivit musik i alla genrer, såsom pop, rock och visor för barn. Han har samarbetat med artister som Robert Wells, Annika Ljungberg (Rednex), Dave Nerge (Dave and the Mistakes), Jim Jidhed, Thomas Vikström och Izabella Scorupco.
Stefan Bagge har dessutom själv varit sångartist, då med det tagna namnet Steve Spring, där Pernilla Wahlgren var med och hjälpte till i kören. Stefan Bagge och Pernilla Wahlgren har även skrivit musik tillsammans, bland annat låten Grönt Ljus inspelad av gruppen Flips. Pernilla Wahlgren framförde även som 15-åring Stefan Bagges låt Peter Pan i tv-programmet Nygammalt. Dessutom medverkat i Svenska melodifestivalen 1996 med låten Finns här för dig framförd av Ellinor Franzén Text och Musik Stefan Bagge Martin Klaman.
Stefan Bagge är son till Sven-Olof Bagge, bror till Anders Bagge och är även verksam som inredare.